# Good Old-Fashioned Lover Boy
"Good Old-Fashioned Lover Boy" (Español: "Buen amante a la antigua") es la octava canción del álbum de 1976, A Day at the Races de la banda británica Queen, escrita por el vocalista Freddie Mercury. Más tarde fue publicado como el sencillo principal de Queen's First E.P. Fue una de las muchas canciones que la banda compuso, inspirado en el género music hall.

## Composición
La canción comienza con una introducción de piano hecha por Mercury, luego continua incorporando la batería y el bajo eléctrico, al comienzo del coro. El segundo verso es cantado, seguido por otro coro. En este punto, los instrumentos se dejan de escuchar, a excepción del piano, lo cual da inicio al interludio, cantado por Mercury y Mike Stone ("Hey boy where'd you get it from, Hey boy where did you go?"). Posteriormente suena el solo de guitarra de Brian May, otro verso es cantado, y luego el coro termina con la canción.
La canción describe como "un buen amante a la antigua" está esperando para una noche romántica y divertida.

## Interpretaciones en vivo
La canción fue parcialmente interpretada por la banda en los estudios Top of the Pops. Está versión tiene al baterista Roger Taylor cantando el verso de Mike Stone.
La canción también fue interpretada en vivo durante la gira de A Day at the Races hasta el final de la gira de News of the World. La canción fue interpretada en un popurrí después de "Killer Queen", la cual consistía en los dos primeros versos, seguido por el coro final.

## Otros lanzamientos
- La canción fue publicado como sencillo junto con "Death on Two Legs (Dedicated to...)", "Tenement Funster" y "White Queen (As It Began)" el 20 de mayo de 1977.[3]
- La canción fue publicado como lado B del lanzamiento en Japón de "Teo Torriatte (Let us Cling Together)" el 25 de marzo de 1977.[8]
- La canción ha aparecido en numerosos álbumes compilatorios de Queen:
  - Queen's First E.P. (1977)
  - Greatest Hits (1981)
  - CD Single Box (1991)
  - The Queen Collection (1992)
  - Greatest Hits I & II (1994)
  - The Platinum Collection (2000)
  - Jewels II (2005)
  - The A-Z of Queen, Volume 1 (2007)
  - The Singles Collection Volume 1 (2008)
  - Greatest Hits in Japan (2020)

## Otras versiones
- El músico irlandés, Sammy Copley hizo un cover de la canción, y posteriormente la subió a su canal de YouTube.[9]

## Lista de canciones
1. "Good Old-Fashioned Lover Boy" – 2:53
2. "Death on Two Legs (Dedicated to...)" – 3:43
3. "Tenement Funster" – 2:59
4. "White Queen (As It Began)" – 4:35

## Créditos
Créditos adaptados desde las notas del álbum.
Queen
- Freddie Mercury – voz principal y coros, piano
- Brian May – guitarra eléctrica, coros
- Roger Taylor – batería, triángulo, coros
- John Deacon – bajo eléctrico

Músicos adicionales
- Mike Stone – voces adicionales

## Posicionamiento
| Gráfica (1977)                | Pico de posición |
| ----------------------------- | ---------------- |
| Reino Unido (UK Albums Chart) | 17               |